# 船橋東郵便局
船橋東郵便局（ふなばしひがしゆうびんきょく）は千葉県船橋市習志野台にある郵便局である。民営化前の分類では集配普通郵便局であった。

## 概要
住所：〒274-8799 千葉県船橋市習志野台2-50-12

## 沿革
- 1969年（昭和44年）5月19日 - 船橋東郵便局として、船橋市習志野台二丁目に開局[1]。
- 1998年（平成10年）9月1日 - 外国通貨の両替および旅行小切手の売買に関する業務取扱を開始。
- 2007年（平成19年）10月1日 - 民営化に伴い、併設された郵便事業船橋東支店に一部業務を移管。
- 2012年（平成24年）10月1日 - 日本郵便株式会社発足に伴い、郵便事業船橋東支店を船橋東郵便局に統合。

## 取扱内容
- 郵便、印紙、ゆうパック、内容証明
- 貯金、為替、振替、振込、国際送金、外貨両替・トラベラーズチェック、国債、投資信託
- 生命保険、バイク自賠責保険、自動車保険、変額年金保険、がん保険、引受条件緩和型医療保険
- ゆうちょ銀行ATM
- 船橋市内の東部地域（〒274-xxxx）の集配業務
- ゆうゆう窓口

## 周辺
- 船橋市役所習志野台出張所
- 北習志野近隣公園
- 船橋市立習志野台第一小学校
- 船橋市立習志野台第二小学校
- 船橋市立習志野台中学校
- 日本大学理工学部・薬学部（船橋キャンパス）
- 船橋市総合体育館
- 船橋東警察署

## アクセス
- 京成松戸線、東葉高速線 北習志野駅から徒歩約7分
- 京成バス千葉ウエスト 第一小学校前停留所下車
- 京葉道路 花輪ICから北東へ約7km
- 駐車場あり：6台